# Santa Lucia (Napolitaans lied)
Santa Lucia is een van oorsprong Napolitaans lied dat in 1849 naar het Italiaans werd vertaald door Teodoro Cottrau. De naam verwijst naar de wijk in Napels met uitzicht op de baai. Het nummer werd sinds het begin van de 20e eeuw internationaal bekend. Toen kwamen versies uit die in de top 10 van Billboard kwamen, van Reed Miller (2013) en Enrico Caruso (1916).
Het is door meer dan honderd artiesten gecoverd, zoals door Dean Martin, Bing Crosby, Elvis Presley, Perry Como, Tom Jones en Mireille Mathieu, en ook in films vertolkt zoals in een scene van Tom en Jerry. Van Belgische bodem verschenen versies van Helmut Lotti, Francis Goya en Davy Dilamo. Uit Nederland kwamen versies van Jack Jersey, Jantje Smit, BZN en André Rieu. 
- Bibliothèque nationale de France: cb14009847r (data)
- Gemeinsame Normdatei: 1117103196
- Library of Congress Control Number: no2006033968
- MusicBrainz work: 47f4d629-9bba-4b19-96d6-6e7bf41c2160
- Nationale bibliotheek van Australië: 67507779
- Virtual International Authority File: 176465952